# 彭珮云
彭珮云（1929年12月—），湖南浏阳人，中国共产党、中华人民共和国政治人物，原副国级领导人。中共第十三届中纪委委员，第十四、十五届中央委员会委员。曾任第九届全国人大常委会副委员长，中华全国妇女联合会主席，中国红十字会会长等职。清华大学社会学系毕业，1946年5月加入中国共产党。中共前高级領導人王漢斌的夫人。

## 生平

### 从政经历
彭珮云早年曾先后在西南联合大学社会系、南京金陵大学外文系（现为南京大学外国语学院）就讀。1947年转到清华大学社会系就讀，并任中共地下党支部书记、地下党总支部委员。

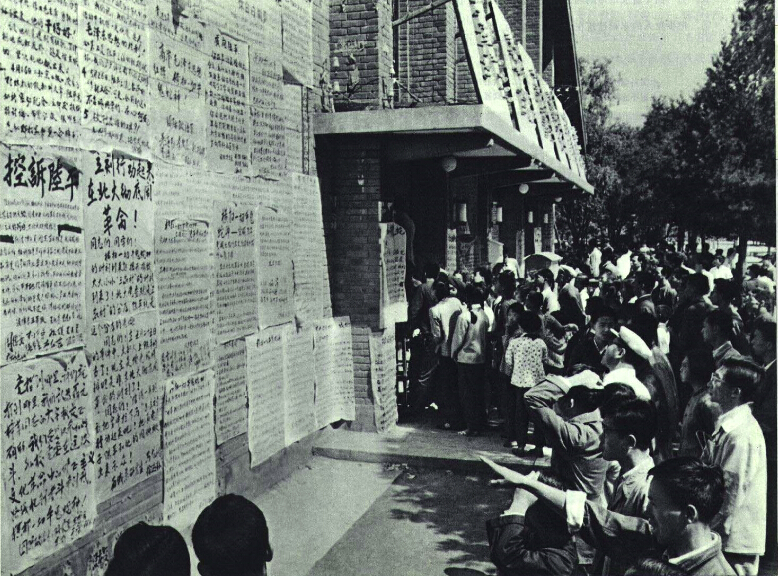
1966年大字报对北京大学陆平彭佩云的批判

中华人民共和国建国后，彭珮云一直在北京市高校内的中共党务机关工作；历任中共清华大学党总支部书记，中共北京市委组织部学校支部工作科干事，中共北京市委高等学校委员会常委、办公室主任，中共北京市委大学科学工作部大学组组长、市委高等学校工作委员会委员等职。1964年，出任中共北京大学党委副书记。在“文化大革命”中，彭珮云受到迫害，后下放劳动。
1975年恢复工作，彭珮云回到北京大学，在政治部宣传组工作；1977年，转任北京化工学院党委常委、革委会副主任；1978年，出任国家科委一局负责人；后又到教育部任职。历任教育部政策研究室主任、教育部副部长、国家教委副主任等职；期间，于1987年至1988年间，曾兼任中国科学技术大学党委书记。
1988年，彭珮云出任国家计划生育委员会主任；1993年升任国务委员，并继续兼任国家计划生育委员会主任1998年3月，第九届全国人大第一次会议上，她当选全国人民代表大会常务委员会副委员长；并于同年9月当选全国妇联主席。2003年3月退休后，依然担任全國婦聯名譽主席、中國紅十字會会长等职。

### 出访台湾
2009年3月29日，彭佩云以中国红十字会会长的身份，率团访问台湾。尽管彭佩云已是2009年内，第三位访问台湾的中国大陆现任（或退休）国家领导人，但依旧造成话题。

## 著作
- 《十年探索与体会——彭佩云论人口与计划生育工作》1997中国人口出版社
- 《平等 发展 和平——彭佩云论妇女工作》2005年中国妇女出版社

## 爭議
西班牙國家法院於2013年11月19日對彭佩云以及其他4個前中國政要發出逮捕令，並指控5人涉嫌在中國對西藏進行種族滅絕罪行。中国官方对西班牙法院这一做法表示不满，并指责提起诉讼的境外组织。